# چیلکایوک
چیلکایوک (به اسپانیایی: Chilcayoc) یک کوه در پرو است که در منطقه ارکیپا واقع شده‌است.چیلکایوک ۳٬۳۴۷ متر بالاتر از سطح دریا واقع شده‌است.